# Зайончково (Західнопоморське воєводство)
Зайончково (пол. Zajączkowo) — село в Польщі, у гміні Полчин-Здруй Свідвинського повіту Західнопоморського воєводства.
Населення — 197 осіб (2011).

## Демографія
Демографічна структура станом на 31 березня 2011 року:
|          | Загалом | Допрацездатний вік | Працездатний вік | Постпрацездатний вік |
| -------- | ------- | ------------------ | ---------------- | -------------------- |
| Чоловіки | 94      | 18                 | 72               | 4                    |
| Жінки    | 103     | 23                 | 58               | 22                   |
| Разом    | 197     | 41                 | 130              | 26                   |